# Tendinite della cuffia dei rotatori

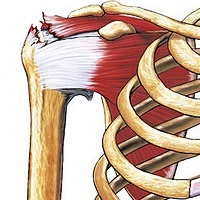
Uno strappo al muscolo sopraspinato, una lesione alla cuffia dei rotatori molto comune.

La  Tendinite della cuffia dei rotatori  è un tipo di infiammazione che interessa i tendini interseziali dei muscoli dei rotatori della spalla, provocato da lacerazione o uno sforzo eccessivo della cuffia dei rotatori.
I muscoli (e i relativi tendini di intersezione) interessati sono quattro: Sopraspinato, Infraspinato, Piccolo rotondo e Sottoscapolare.
I sintomi possono includere dolore alla spalla, che spesso peggiora con il movimento o debolezza. Ciò può limitare la capacità delle persone di lavarsi i capelli o di indossare abiti. Un clic può anche verificarsi con il movimento del braccio.
La tendinite può verificarsi a seguito di una forza improvvisa o graduale nel tempo. I fattori di rischio includono alcune attività ripetitive, il fumo e una storia familiare della condizione. La diagnosi si basa sui sintomi, sull'esame obiettivo e sull'imaging radiologico. Il tendine del sovraspinato è il più comunemente colpito.
Il trattamento può includere antidolorifici come FANS ed esercizi specifici. Si raccomanda di valutare approfonditamente le persone che non sono in grado di alzare il braccio oltre i 90 gradi dopo 2 settimane. Nei casi più gravi può essere indicato un intervento chirurgico. Le rotture della cuffia dei rotatori sono comuni. I soggetti con età superiore ai 40 anni sono spesso colpiti. La condizione è stata descritta all'inizio del 1800.

## Sintomatologia
I sintomi con cui si manifesta tale infiammazioni sono dolore sordo e profondo. Molte tendiniti della cuffia dei rotatori non hanno sintomi. Negli studi post mortem e di risonanza magnetica sono stati riscontrati strappi sia parziali che a tutto spessore in quelli senza alcuna storia di dolore o sintomi alla spalla. Tuttavia, la presentazione più comune è il dolore alla spalla. La limitazione funzionale può verificarsi con l'attività quotidiana, in particolare alzare il braccio al di sopra della testa, ma il fastidio può anche essere presente a riposo. Possono essere presenti movimenti limitati dal dolore al di sopra della posizione orizzontale, nonché debolezza con flessione della spalla e abduzione.

## Eziologia e Fattori di Rischio

### Età
Gli studi epidemiologici supportano fortemente una relazione tra età e prevalenza di tendiniti. Quelli più inclini alla sindrome della cuffia dei rotatori sono persone di età pari o superiore a 65 anni; e quelli con tendiniti grandi e sostenute. Anche i fumatori, i diabetici, i soggetti con atrofia muscolare o infiltrazioni di grasso e coloro che non seguono le raccomandazioni per la cura postoperatoria sono a maggior rischio. In uno studio recente la frequenza di tali tendiniti è aumentata dal 13% nel gruppo più giovane (50-59 anni) al 20% (60-69 anni), 31% (70-79 anni) e 51% nel gruppo più anziano (anni 80–89 anni). Questa alta prevalenza negli individui asintomatici suggerisce che le tendiniti della cuffia dei rotatori potrebbero essere considerate un processo anomalo di invecchiamento piuttosto che un risultato di un apparente processo patologico.
È noto che le tendiniti aumentano in frequenza con l'età e la causa più comune è la degenerazione correlata all'età e, meno frequentemente, lesioni sportive o traumi

### Lavori manuali
Alcuni fattori di rischio come l'età e l'altezza non possono essere modificati. Inoltre l'aumento dell'indice di massa corporea è associato alla tendinite. Sollevamenti e movimenti aerei ricorrenti sono anche a rischio di lesioni alla cuffia dei rotatori. Ciò include mestieri che comportano lavori ripetitivi come carpentieri, pittori e custodi.

### Sport
Le persone che praticano sport che comportano movimenti aerei, come nuoto, pallanuoto, pallavolo, baseball, tennis e quarterback di football americano, corrono un rischio maggiore di subire una rottura della cuffia dei rotatori. Gli sport di combattimento a base di colpi, come la boxe, rappresentano una grossa fetta delle cause di lesioni gravi alla cuffia dei rotatori dei concorrenti, in genere quando i pugni mancano il bersaglio o si abusa della spalla dando un numero eccessivo di pugni. Alcune attività di atletica leggera, come tiro a segno, lancio del giavellotto sono a rischio considerevole, soprattutto quando si svolgono attività all'aperto o in condizioni di freddo,trascurando le procedure di riscaldamento. Per un corretto riscaldamento del braccio,oscillare il braccio può aiutare a ridurre lo stress sulla muscolatura della cintura della spalla. In generale, il tasso di lesioni della cuffia dei rotatori aumenta con l'età , mentre le iniezioni di corticosteroidi attorno ai tendini aumentano il rischio di strappo del tendine e ritardano la guarigione del tendine.
Può essere causata da una piccola lesione oppure da continui sforzi che a lungo andare effettuano uno stimolo eccessivo della struttura che mantiene la testa dell'omero nella fossa glenoidea. Anche la borsite ne può essere la causa. La parte dove si manifesta maggiormente risulta il tendine del sopraspinato.

## Diagnosi
La diagnosi si basa sulla valutazione fisica e sull'anamnesi, inclusa la descrizione di attività precedenti e sintomi acuti o cronici. Un esame fisico sistematico della spalla comprende ispezione, palpazione, ampiezza di movimento, test provocatori per riprodurre i sintomi, esame neurologico e test di forza. La spalla dovrebbe anche essere esaminata per tenerezza e deformità. Poiché la cervicalgia spesso si manifesta come " dolore riferito" alla spalla, l'esame dovrebbe includere una valutazione della colonna cervicale alla ricerca di prove che suggeriscano un nervo sofferente, artrosi o l'artrite reumatoide.
Il gruppo di Neer et al. ha promosso il concetto di tre fasi della malattia della cuffia dei rotatori. Lo stadio I, secondo Neer, si è verificato in soggetti di età inferiore ai 25 anni e comprende edema ed emorragia del tendine e della borsa. Lo stadio II ha comportato tendinite e fibrosi della cuffia dei rotatori nei bambini di età compresa tra 25 e 40 anni. La fase III ha comportato la lacerazione della cuffia dei rotatori (a spessore parziale o totale) e si è verificata in soggetti di età superiore ai 40 anni. A scopo chirurgico, le tendinopatie sono descritte in base alla posizione, dimensione o area e profondità. Ulteriori sottoclassi comprendono la distanza acromio-omerale, la forma acromiale, l'infiltrazione grassa o la degenerazione dei muscoli, l'atrofia muscolare, la retrazione dei tendini, la proliferazione vascolare, la metaplasia condroide e la calcificazione. Ancora una volta, nella pianificazione chirurgica, vengono considerati la degenerazione legata all'età di assottigliamento e disorientamento delle fibre di collagene, la degenerazione mixoide e la degenerazione ialina.
Le modalità diagnostiche, a seconda delle circostanze, includono radiografia, risonanza magnetica, artrografia RM, artrografia a doppio contrasto ed ultrasuoni. Sebbene l'artrografia RM sia attualmente considerata il gold standard, l'ecografia ha un rapporto efficacia/ costo economico vantaggioso.. Di solito, una radiografia non rileva una tendinite, sebbene possano essere visibili gli speroni ossei che possono urtare i tendini della cuffia dei rotatori. Tali speroni suggeriscono una malattia cronica grave della cuffia dei rotatori. L'artrografia a doppio contrasto comporta l'iniezione di colorante a contrasto nell'articolazione della spalla per rilevare la fuoriuscita della cuffia dei rotatori o eventuali danni della cuffia e il suo valore è influenzato dall'esperienza dell'operatore. Lo strumento diagnostico più comune è la risonanza magnetica (MRI), che a volte può indicare la dimensione dello strappo, nonché la sua posizione all'interno del tendine. Inoltre, la risonanza magnetica consente la rilevazione o l'esclusione di una tendinopatia completa della cuffia dei rotatori con ragionevole precisione ed è adatta anche per diagnosticare altre patologie dell'articolazione della spalla.
L'uso logico dei test diagnostici è un componente importante della pratica clinica.
Il giudizio clinico, piuttosto che fare eccessivo affidamento sulla risonanza magnetica o su qualsiasi altra modalità, è fortemente consigliato nel determinare la causa del dolore alla spalla o nel pianificare il suo trattamento, poiché in alcuni si riscontrano anche tendinopatia della cuffia dei rotatori senza dolore o sintomi. Il ruolo dei raggi X, della risonanza magnetica e degli ultrasuoni è aggiuntivo alla valutazione clinica e serve a confermare una diagnosi provvisoria fatta da un'anamnesi approfondita e da un esame fisico. L'eccessiva dipendenza dall'imaging può portare a trattamenti non opportuni o distrarre l'attenzione clinica dalla vera disfunzione che causa sintomi.

### Sintomatologia
I sintomi possono manifestarsi immediatamente dopo un trauma (acuto) o svilupparsi nel tempo (cronico).
La lesione acuta è meno frequente della malattia cronica, ma può essere la conseguenza del sollevamento forzato del braccio contro una resistenza, come ad esempio nel sollevamento pesi. Inoltre, cadere con forza sulla spalla può causare sintomi acuti. Queste lesioni traumatiche influiscono principalmente sul tendine sopraspinato o nello spazio della cuffia dei rotatori e i sintomi includono un forte dolore che si irradia attraverso il braccio e una gamma limitata di movimenti, in particolare durante il rapimento della spalla.
Le lesioni croniche si verificano nei soggetti che fanno attività come il lancio del peso o il nuoto, possono sviluppare la tendinite alla spalla o malattia della cuffia dei rotatori. I sintomi derivanti dalle tendinopatie croniche comprendono il peggioramento sporadico del dolore, la debilitazione e l'atrofia dei muscoli, il dolore evidente durante il riposo, le sensazioni scoppiettanti (crepitio) durante lo spostamento della spalla e l'incapacità di muovere o sollevare il braccio in modo sufficiente, specialmente durante i movimenti di abduzione e flessione.
Il dolore nella porzione antero-laterale della spalla non è specifico della spalla e può derivare da problematiche cervicali, cardiache o intestinali.
I sintomi includono spesso dolore o dolore sulla parte anteriore e esterna della spalla, dolore aggravato dalla sporgenza sul gomito e dalla spinta verso l'alto sulla spalla (come appoggiarsi al bracciolo di una sedia reclinabile), intolleranza all'attività aerea, dolore a notte quando giace direttamente sulla spalla interessata, dolore quando si allunga in avanti (ad es. incapace di sollevare un gallone di latte dal frigorifero). La debolezza può essere segnalata, ma è spesso mascherata dal dolore e di solito si trova solo attraverso l'esame. Con dolore di lunga durata, la spalla è favorita e gradualmente possono svilupparsi perdita di movimento e debolezza, che, a causa del dolore e della protezione, sono spesso non riconosciute e portate all'attenzione solo durante l'esame fisico.
I problemi primari alla spalla possono causare dolore al muscolo deltoide intensificato dal movimento contro resistenza evocati semeiologicamente dal test per il conflitto (o impigement), costituito da una serie di manovre: segno di Neer, test di Hawkins, test di Gerber, test di Yokum e l'International Rotation Resistance Strenght Test (IRRST).
Se il test è positivo, il dolore deriva dalla cuffia dei rotatori, ma non si è in grado di distinguere tra infiammazione o tensione. I soggetti con tendinite possono riferire di non essere in grado di allungare la mano per spazzolarsi i capelli o sollevare la mano per prendere una lattina da uno scaffale in alto.

### Segni
Nessun singolo test di esame fisico distingue in modo affidabile tra borsite, lacerazione a spessore parziale o a pieno spessore
Il singolo test più utile per la tendinite del tendine infraspinato è il segno di caduta (l'esaminatore solleva il braccio dal corpo con il palmo verso l'alto, la persona deve quindi tenerlo per 10 secondi) e il segno di ritardo di rotazione esterno (con il braccio laterale e gomito piegato a 90 gradi la persona cerca di ruotare verso l'esterno contro la resistenza).
Una combinazione di test sembra fornire la diagnosi accurata. Nel test da impingement che include il segno di impingement Hawkins-Kennedy in cui un esaminatore ruota medialmente il braccio flesso dell'individuo ferito, forzando il tendine sopraspinato contro il legamento coraco-acromiale e producendo così dolore se il test è positivo; il segno dell'arco doloroso positivo e la debolezza nella rotazione esterna con il braccio.
Per la diagnosi dello strappo della cuffia dei rotatori a tutto spessore, la combinazione migliore sembra includere ancora una volta l'arco doloroso e la debolezza nella rotazione esterna e, inoltre, il segno del braccio di caduta. Questo test è anche noto come test di Codman. L'esaminatore solleva lateralmente il braccio a 90 °. L'individuo con tendinite tenta quindi di abbassare il braccio in posizione neutra, con il palmo verso il basso. Se il braccio cade improvvisamente o si avverte dolore, il test è considerato positivo.

### Ecografia
L'ecografia muscoloscheletrica è stata sostenuta da professionisti esperti, evitando le radiazioni dei raggi X e le spese della risonanza magnetica, dimostrando al contempo un'accuratezza comparabile alla risonanza magnetica per l'identificazione e la misurazione delle dimensioni della tendinopatia della cuffia dei rotatori a tutto spessore e spessore parziale. Questa modalità può anche rivelare la presenza di altre condizioni che possono imitare lo strappo della cuffia dei rotatori all'esame clinico, tra cui tendinosi, tendinite calcifica, borsite subdeltoidea subacromiale, frattura maggiore della tuberosità e capsulite adesiva. La risonanza magnetica fornisce informazioni più approfondite sulle strutture adiacenti nella spalla come la capsula, i muscoli del labbro glenoideo e l'osso e questi fattori dovrebbero essere considerati in ogni caso quando si seleziona lo studio appropriato.

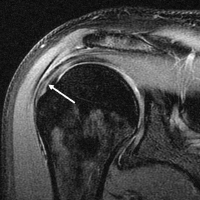
Risonanza magnetica della normale anatomia intratendinea della spalla

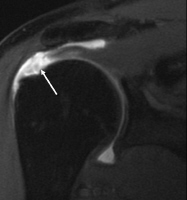
Risonanza magnetica di uno strappo a tutto spessore della cuffia dei rotatori

### Risonanza Magnetica

Proiezione radiografica della normale posizione gleno-omerale.

La risonanza magnetica (MRI) e gli ultrasuoni sono comparabili in termini di efficacia e utili nella diagnosi sebbene entrambi abbiano un tasso di falsi positivi del 15-20%. La risonanza magnetica è in grado di rilevare in modo affidabile la maggior parte degli strappi a tutto spessore, anche se si possono perdere tendinopatia molto piccole. In tali situazioni, una risonanza magnetica combinata con un'iniezione di materiale di contrasto, un artrogramma MR, può aiutare a confermare la diagnosi. Dovrebbe essere realizzato che una normale risonanza magnetica non può escludere completamente una piccola tendinopatia (un falso negativo) mentre le tendinopatia a spessore parziale non vengono rilevate in modo affidabile. Mentre la risonanza magnetica è sensibile nell'identificare la degenerazione del tendine (tendinopatia), potrebbe non distinguere in modo affidabile tra un tendine degenerativo e un tendine parzialmente lacerato. Ancora una volta, l'artrografia a risonanza magnetica può migliorare la differenziazione. È stata segnalata una sensibilità complessiva del 91% (tasso di falsi negativi del 9%) che indica che l'artrografia a risonanza magnetica è affidabile nel rilevamento di rotture della cuffia dei rotatori a spessore parziale. Tuttavia, il suo uso di routine non è consigliato, poiché comporta l'inserimento dell'articolazione con un ago con potenziale rischio di infezione. Di conseguenza, il test è riservato ai casi in cui la diagnosi rimane poco chiara.

### Raggi X

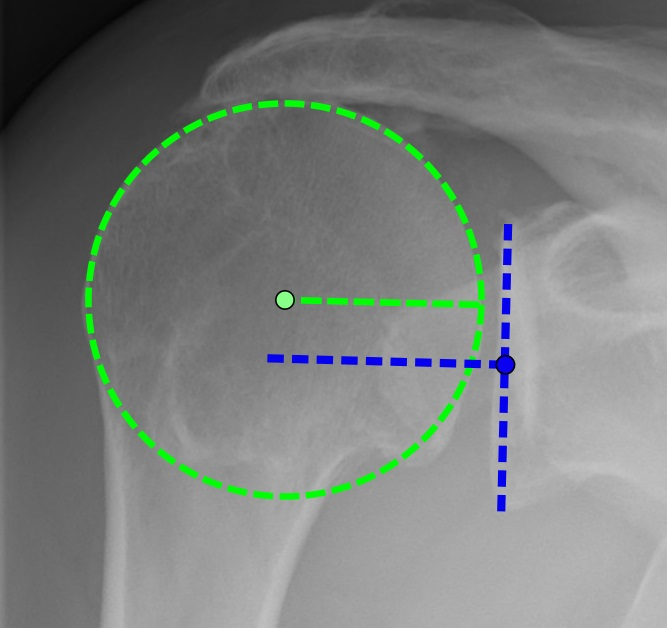
Testa omerale alta con strappo della cuffia dei rotatori.

La radiografia di proiezione a raggi X non può rivelare direttamente le tendinopatia della cuffia dei rotatori, un "tessuto molle" e, di conseguenza, i raggi X normali non possono escludere una cuffia danneggiata. Tuttavia, prove indirette di patologia possono essere osservate nei casi in cui uno o più tendini sono stati sottoposti a calcificazione degenerativa (tendinite calcifica). La testa dell'omero può migrare verso l'alto (testa dell'omero a cavallo alto) secondaria alla tendinopatia dell'infraspinato o alla tendinopatia combinate del sovraspinato e dell'infraspinato. La migrazione può essere misurata dalla distanza tra:
- La linea che attraversa il centro di una linea tra i bordi superiore e inferiore della superficie articolare glenoidea (immagine blu).
- Il centro del cerchio si posiziona sopra la superficie articolare omerale (verde nell'immagine)

Normalmente, il primo è posizionato inferiormente al secondo, e un'inversione indica quindi una rottura della cuffia dei rotatori. Il contatto prolungato tra una testa omerale alta e l'acromion sopra di essa, può portare a un quadro radiologico di usura della testa omerale e acromion e artrite degenerativa secondaria dell'articolazione gleno-omerale (la sfera e la linea blu nella radiografia), che può seguire alla tendinopatia della cuffia.
I reperti radiografici accidentali di speroni ossei nell'articolazione acromio-clavicolare adiacente possono essere causati da uno sperone osseo che cresce dal bordo esterno della clavicola punta, in basso, verso la cuffia dei rotatori. Gli speroni possono anche essere visti sul lato inferiore dell'acromion. In passato si pensava che questo quadro fosse dato dallo "sfilacciamento" diretto della cuffia dei rotatori per attrito da contatto, un concetto attualmente considerato controverso.

## Trattamento
Una lacerazione della cuffia dei rotatori può essere trattata operativamente o non operativamente. Nessun beneficio si vede dall'intervento chirurgico precoce piuttosto che ritardato, e molti con tendinopatia parziali e alcuni con tendinopatie a tutto spessore rispondono alla gestione non chirurgica. Di conseguenza, un individuo, indipendentemente dalla lesione, può iniziare con una gestione non chirurgica. Tuttavia, il trattamento chirurgico precoce può essere considerato in tendinopatie acute significative (> 1 cm - 1,5 cm) o in soggetti giovani con tendinopatie a tutto spessore che hanno un rischio significativo per il rischio di sviluppo di danni irreparabili alla cuffia dei rotatori.
La chirurgia della cuffia dei rotatori sembra comportare benefici simili alla gestione non operativa. Poiché un approccio conservativo ha meno complicazioni ed è meno costoso, è raccomandato come trattamento iniziale.

### Approccio non chirurgico
I soggetti con dolore ma la funzione ragionevolmente mantenuta sono adatti per la gestione non operativa. Ciò include farmaci che forniscono sollievo dal dolore come agenti antinfiammatori, antidolorifici topici come impacchi freddi e, se necessario, corticosteroidi subacromiali o iniezione di anestetico locale.
Recentemente si è dimostrata molto efficace la terapia con onde d'urto che in poche sedute generalmente migliora il quadro clinico e attraverso la formazione di nuovi piccoli vasi ha effetti metabolici positivi sullo stato trofico del tendine.
Un programma di esercizi passivi dovrebbe essere avviato per aiutare a prevenire la rigidità e mantenere il range di movimento durante questo periodo di riposo. Gli esercizi, per la spalla anteriore, inferiore e posteriore, dovrebbero far parte di questo programma. Gli esercizi di Codman consentono al paziente di abdurre il braccio per gravità lasciando rilassato il sovraspinato. L'uso di FANS, impacchi caldi e freddi e mezzi come ultrasuoni, fonoforesi o ionoforesi, può essere istituito durante questo periodo di fisioterapia, se apporta benefici. Le iniezioni di corticosteroidi sono raccomandate a distanza di due o tre mesi con un massimo di tre iniezioni. Le iniezioni multiple (quattro o più) hanno dimostrato di compromettere i risultati della chirurgia della cuffia dei rotatori che si traducono in un indebolimento del tendine. Tuttavia, prima di poter iniziare qualsiasi rafforzamento della cuffia dei rotatori, la spalla deve avere una gamma completa di movimenti.
Dopo aver raggiunto una gamma completa di movimenti senza dolore, un individuo può dedicarsi ad un programma di rafforzamento dedicato. Rockwood et al.  ha coniato il termine ortoterapia per descrivere questo programma che mira a creare un regime di esercizi che inizialmente migliora delicatamente il movimento, quindi migliora gradualmente la forza della spalla. Questo programma prevede un kit di terapia domiciliare che comprende elastici di sei colori e punti di forza diversi, un set di pulegge e un bastone lungo un metro. Il programma è personalizzato individualmente. Ai partecipanti viene chiesto di utilizzare il proprio programma di esercizi a casa, al lavoro o in viaggio.

### Approccio chirurgico
Si verificano diversi casi in cui il trattamento operativo fornirebbe maggiori benefici. I potenziali scenari includono:
- Persona attiva di età compresa tra 20 e 30 anni con tendinite acuta e grave con deficit funzionale a causa di un evento specifico[40]
- Una persona di età compresa tra 30 e 50 anni con uno strappo acuto della cuffia dei rotatori secondario a un evento specifico[40]
- Un atleta agonista che è principalmente coinvolto in sport aerei o di lancio

Questi soggetti beneficiano più spesso del trattamento operativo perché sono disposti a tollerare i rischi dell'intervento chirurgico per ritornare al loro livello preoperatorio di funzione e hanno maggiori probabilità di esito positivo. Coloro che non rispondono o non sono soddisfatti del trattamento conservativo possono chiedere un parere chirurgico.
I tre approcci chirurgici generali sono la riparazione artroscopica, mini aperta e chirurgica aperta. In passato, piccole tendinopatia venivano trattate in modo artroscopico, mentre le tendinopatia più rilevanti di solito richiedevano una procedura aperta. I progressi nell'artroscopia consentono attualmente la riparazione artroscopica anche delle tendiniti più grandi, e attualmente sono necessarie tecniche artroscopiche per mobilitare i tendini retratti. I risultati migliori sono dati da tecniche chirurgiche open (aperte), pur consentendo una valutazione più approfondita della spalla al momento dell'intervento, aumentando il valore diagnostico della procedura, poiché altre condizioni possono causare contemporaneamente dolore alla spalla. La chirurgia artroscopica consente tempi di recupero più brevi, sebbene non si notino differenze nel dolore postoperatorio o nell'uso di antidolorifici tra chirurgia artroscopica e chirurgia aperta. Una recensione del 2019 ha rilevato scarse evidenze che supportano la chirurgia di decompressione nei soggetti con più di 3 mesi di dolore alla spalla senza una storia di traumi.
Anche per le rotture della cuffia dei rotatori a tutto spessore, i risultati delle cure conservative (cioè il trattamento non chirurgico) sono generalmente ragionevolmente positivi.
Se è presente uno sperone osseo significativo, l'approccio chirurgico può includere un'acromioplastica, una decompressione subacromiale, come parte della procedura. La decompressione subacromiale, la rimozione di una piccola porzione dell'acromion che sovrasta la cuffia dei rotatori, mira ad alleviare la pressione sulla cuffia dei rotatori in determinate condizioni e promuovere la guarigione e il recupero. Sebbene la decompressione subacromiale possa essere utile nella gestione della riparazione della tendinopatia parziale e a tutto spessore, non ripara la rottura stessa e la decompressione artroscopica è stata più recentemente combinata con la riparazione "mini-aperta" della cuffia dei rotatori, consentendo la riparazione senza interrompere l'origine deltoidea. I risultati della sola decompressione tendono a degradare con il tempo, ma la combinazione di riparazione e decompressione sembra essere più duratura. La decompressione subacromiale potrebbe non migliorare il dolore, la funzionalità o la qualità della vita.
La riparazione di uno strappo completo a tutto spessore comporta la sutura dei tessuti. Il metodo attualmente utilizzato è quello di posizionare un'ancora nell'osso nel sito di attacco naturale, con la resutura del tendine strappato all'ancora. Se la qualità dei tessuti è scarsa, è possibile utilizzare la rete (di collagene, Artelon o altro materiale degradabile) per rafforzare la riparazione. La riparazione può essere eseguita attraverso un'incisione aperta, che richiede di nuovo il distacco di una porzione del deltoide, mentre una tecnica mini-open si avvicina allo strappo attraverso un approccio di divisione deltoide. Quest'ultimo può causare meno lesioni ai muscoli e produrre risultati migliori. Le tecniche contemporanee usano un approccio completamente artroscopico. Il recupero può richiedere fino a tre-sei mesi, con un'imbragatura indossata per la prima-sei settimane. Nel caso di strappi a spessore parziale, se viene intrapreso un intervento chirurgico, il completamento dello strappo (convertendo lo strappo parziale in uno strappo completo) e quindi la riparazione, è associato a risultati precoci migliori rispetto alle riparazioni transtendinous (dove le fibre intatte sono conservate) e nessuna differenza in tassi di fallimento.
La tenodesi del bicipite vengono spesso eseguite in concomitanza con la riparazione della cuffia dei rotatori o come procedure separate e possono anche causare dolore alla spalla. La tenodesi, che può essere eseguita come una procedura artroscopica o aperta, ripristina generalmente il movimento senza dolore nel tendine del bicipite o nella porzione attaccata del labbro, ma può causare dolore. La tenotomia è un intervento chirurgico più breve che richiede meno riabilitazione, che viene eseguito più spesso nei pazienti più anziani, anche se dopo l'intervento chirurgico può esserci un 'segno popeye' cosmetico visibile nelle braccia sottili.
In una piccola minoranza di casi in cui si è sviluppata un'artrite estesa, un'opzione è la sostituzione dell'articolazione della spalla (artroplastica). In particolare, si tratta di una sostituzione della spalla inversa, una forma più limitata di artroplastica della spalla che consente alla spalla di funzionare bene anche in presenza di strappi della cuffia dei rotatori di grande spessore.

### Riabilitazione
La riabilitazione dopo l'intervento chirurgico consiste in tre fasi. Innanzitutto, il braccio viene immobilizzato in modo che il muscolo possa guarire. In secondo luogo, quando appropriato, la fisioterapia con esercizi passivi è utile per riguadagnare il movimento. In un terzo momento, il braccio è gradualmente mosso attivamente, con l'obiettivo di riguadagnare e migliorare la forza. Gli esercizi di Jobe e di Neer sono tra i più efficaci per isolare e rafforzare il sovraspinato.